# Siren of the Sea
Siren of the Sea è un cortometraggio muto del 1911. Il nome del regista non viene riportato nei credit del film che ha come protagonista Annette Kellerman, famosa nuotatrice australiana che, negli Stati Uniti, girò diversi film, diventando una star dello spettacolo.

## Produzione
Il film fu prodotto dalla Vitagraph Company of America.

## Distribuzione
Distribuito dalla General Film Company, il film ebbe negli Stati Uniti anche il titolo alternativo Siren of the South Seas.  In Germania, prese il titolo Sirenen der Tiefe.
Copia della pellicola viene conservata negli archivi del Danish Film. È stato distribuito nel 1999 e nel 2000 dalla Clint Hickman Productions. Nel 2006, il film è stato riversato in DVD dalla Grapevine Video.